# Karuzi
Karuzi è una città del nord del Burundi. È la capitale della provincia di Karuzi.